# اچ‌ام‌اس مونمووث (اف۲۳۵)
اچ‌ام‌اس مونمووث (اف۲۳۵) (به انگلیسی: HMS Monmouth (F235)) یک کشتی است که طول آن 133 m (436 ft 4 in) می‌باشد. این کشتی در سال ۱۹۹۱ ساخته شد.